# Ивана Јоровић
Ивана Јоровић (Чачак, 3. мај 1997) српска је тенисерка и члан Фед куп репрезентације Србије. Најбољи пласман на ИТФ листи јуниорки је прво, а на ВТА листи 86. место. Тенис је почела да тренира са 7 година. Као хоби наводи слушање музике, читање и гледање филмова. Игра десном руком, а омиљени ударац јој је дворучни бекхенд. Омиљена подлога јој је тврда. Освојила је 12 ИТФ титула у синглу, као и две у дублу.

## Јуниорска каријера
2014. године на јуниорском Аустралијан опену стиже до финала дублова, а на Ролан Гаросу до финала женског сингла. Била је постављена за првог носиоца и изгубила је од 8. носиоца Дарије Касаткине са 2:1. Након овог успеха, постала је најбоља јуниорка света. Учествовала је и на Вимблдону, где је учешће завршила у другом колу. У једном тренутку 2013. године успела је да оствари 29 победа у низу (комбиновано у јуниорској и сениорској конкуренцији). У јуниорској каријери, остварила је 83 победа и 19 пораза, у синглу, а у дублу 46–20. Значајније титуле у јуниорској каријери освојила је у: Осаки, Берлину, Будимпешти, Ослу и Београду. Године 2011. као члан репрезентације, осваја златну медаљу на светском првенству до 14 година, а 2014. и до 18. Учествовала је и на Олимпијским играма младих, где је носила заставу своје земље, на свечаном отварању. Учествовала је у појединачној и мешовитој комбинацији, али је учешће завршила у првом колу, обе конкуренције. Била је и финалисткиња престижног турнира Оранж Боул на тениској академији Ника Болитијера.

## Професионална каријера

### Почеци
2012. године, иако учествује на јуниорским турнирима, осваја први турнир, фјучерс у Шарм ел Шеику, а наредне године у истом граду, још две титуле и једну у Ниш из серије турнира чији је наградни фонд 10.000 долара. 2014. године, учествује у квалификацијама за ВТА турнир у Луксембургу и учешће завршава у другом колу квалификација, након пораза од Јохане Ларсон резултатом 6:3, 6:2. Касније у новембру осваја пету титулу у каријери, ИТФ турнир у Њу Делхију, наградног фонда од 50.000 долара. 
 2015. године поново је играла квалификације за турнир У Луксембургу, али је поражена на старту квалификација. Након тога, осваја два ИТФ турнира, наградног фонда од 25.000 долара у Истанбулу, где је у финалу победила Јану Фет резултатом 6:3, 7:5. Након тога, осваја и титулу у Завади. А на крају године, осваја титулу и у Анкари, чији је наградни фонд 50.000 долара.

### Први ВТА турнири и ИТФ титуле
На почетку 2016. године, на првом турниру у години, долази до трећег кола квалификација за Аустралија Опен, први Гренд слем у сезони. У финалу квалификација поражена је од Никол Гибс 6:3, 6:3. После неколико добрих резултата, осваја титулу на ИТФ турниру у Кроиси Бубургу, чији је наградни фонд 50.000 долара. У финалу је савладала Паулин Парментијер резултатом 6:1, 4:6, 6:4. Губи у првом колу квалификација за ВТА турнир у Прагу, а касније долази и до финала квалификација за Роланд Гарос, где је поражена од Саре Тормо 7:5, 6:1. На ВТА челенџеру 125к, на Болу, на плажи Брач губи у другом колу од Нао Хибино 6:2, 7:6(5). На Вимблдону губи у првом колу квалификација, а губи и мечеве у првим колима турнира у Вухану и Нанчанга. На УС опену учешће завршава у другом колу квалификација. На ИТФ турнирима у Ходмезевашархељу и Подгорици долази до четвртфинала, а на једном турниру у Француској до полуфинала. Учествује и на ВТА челенџеру у Лиможу, где губи у другом колу 6:1, 6:3 од Ализ Корне. У децембру учествује на два ИТФ турнира. Прво у Дубаију где долази до четвртфинала, а након тога успева да одбрани титулу у Анкари.
У 2017. години, није успела да прође квалификације ни за један од Гренд Слем турнира, пошто је забележила поразе у првим колима. Најбољи успех остварила је на турниру наградног фонда од 60.000 долара у Француској где је догурала до финала. Поново учествује на турниру на Болу, где је поражена од сународнице Александре Крунић, касније шампионке турнира, у четвртфиналу резултатом 6:3, 6:1. На турниру наградног фонда од 100.000 долара у Поатјеу, преко квалификација долази до четвртфинала. Годину је завршила без освојене иједне титуле.
У нову сезону 2018. долази као квалификанткиња до главног турнира Аустралиан Опена, где је поражена у првом колу од Елине Свитолине резултатом 6:3, 6:2. После променљивих резултата на турнирима, у априлу осваја титулу на турниру у Обидошу, чији је наградни фонд 25.000 долара. На турниру наградног фонда од 100.000 долара у Химкију у другом колу побеђује сународницу Дејану Радановић, а губи у наредном колу од првог носиоца Монике Никулеску, а долази и до четвртфинала у Фукуоке. На турниру у Вокингу, од 25.000 долара, губи у финалу од првог носиоца Терезе Смиткове, коју је до тада више пута победила. На наредном турниру у Чисвику, долази до полуфинала, а учествује и на ВТА турнирима међународне серије у: Гуангџоу где долази до првог кола главног турнира и осмине финала у Ташкенту. Губи у финалу квалификација за ВТА турнир премијер серије у Москви, а након тога у новембру осваја највећи турнир у каријери. Долази до 12. ИТФ титуле на турниру у Шенжену наградног фонда од 100.000 долара. У финалу побеђује домаћу тенисерку и првог носиоца, 46. тенисерку света Сасаи Женг резултатом 6:3, 2:6, 6:4. Титула јој доноси скок за 50 места са тренутног 185 и налази се само једно место иза најбољег ренкинга каријере. Наредни турнир на којем учествује је један од ВТА 125к серија у Кинеском Тајпеху. У првом колу савлада је 7. носиоца Сабину Шарипову.

### 2019.
Нову сезону започиње као 131. тенисерка света и учествује на ВТА турниру у Шенжену наградног фонда од 750.000 долара. У квалификацијама, постављена је за 7. носиоца, где успешно пролази два кола и успева да се пласира у главни жреб турнира. У првом колу, прави сензацију турнира, елиминисавши 19. тенисерку света и другог носиоца на турниру Каролин Гарсију резултатом 6:4, 6:2. У осмини финала губи од добитнице специјалне позивнице за турнир и тениске ветеранке Вере Звонареве, после нешто више од 155 минута исцрпљујуће игре, резултатом 7:5, 4:6, 6:4, иако је у трећем сету повела са 3:0 у гемовима. Овај резултат јој је донео скок на листи и нову најбољу позицију на листи.